# Aplectrum hyemale
Aplectrum hyemale is een orchidee uit de onderfamilie Epidendroideae. Het is de enige Aplectrum-soort.
De soort komt voor in vochtige loofbossen van gematigde streken in oostelijk Noord-Amerika.

## Naamgeving en etymologie
- Synoniem: Aplectra elatior Raf. (1824), Aplectrum hyemale f. pallidum (House) House (1924), Aplectrum hyemale var. pallidum (House) Barnhart (1904), Aplectrum shortii Rydb. in N.L.Britton (1901), Aplectrum spicatum Britton, Sterns & Poggenb. (1888), Aplectrum spicatum var. pallidum House (1903), Corallorrhiza hyemalis (Muhl. ex Willd.) Nutt. (1818), Cymbidium hyemale Muhl. ex Willd. (1806), Epidendrum hyemale (Muhl. ex Willd.) Poir. in J.B.A.M.de Lamarck (1810)
- Engels: Adam and Eve, Putty root

## Kenmerken
Aplectrum hyemale is een middelgrote terrestrische orchidee met een bolvormige wortelknol, vastgehecht aan de restanten van de oude knol. Het opvallende solitaire blad is 10 tot 20 cm lang, spits ovaal, geplooid, bovenaan blauwgroen met witte langsnerven, onderaan paarsgroen. Het ontstaat in de herfst, overwintert, en begint te verwelken zodra de plant in de lente bloeit. De bloeiwijze is een ijle tros met 6 tot 10 bloemen op een tot 35 cm lange, rechtop staande bloemstengel.
De bloemen dragen gelijkvormige, lancetvormige kelk- en kroonbladen, tot 14 mm lang, tweekleurig groen met purperen toppen. De bloemlip is drielobbig, ovaal, tot 12 mm lang en 9 mm breed, met een grote middenlob met golvende randen, wit met purperen bladtoppen en een centrale callus met langslopende, vlezige ribben. Het gynostemium is langgerekt, met aan het uiteinde een concaaf verzonken stempel en een helmknop met vier pollinia, die via een steeltje of caudiculum verbonden zijn met het viscidium.

## Habitaten verspreidingsgebied
Aplectrum hyemale is een plant van vochtige, humusrijke bodems in open loofbossen of gemengde bossen met suikeresdoorn en beuk, ook in naaldbossen en veengebieden, van 0 tot 1.200 m hoogte.
Hij wordt gevonden in oostelijk Noord-Amerika, van de Canadese provincies Quebec en Ontario in het noordoosten tot Georgia in het zuidoosten, en van Minnesota in het noordwesten tot Oklahoma in het zuidwesten.

## Gebruik
De plant, vooral de wortelknol, werd door Noord-Amerikaanse indianen gebruikt als medicijn.
De Engelse naam 'Putty root' kreeg de plant van de eerste Engelse kolonisten, naar de kleefstof die gewonnen werd uit de geplette wortelknollen en die gebruikt werd om aarden potten te lijmen.
Geslachten: Aplectrum · Calypso · Changnienia · Corallorhiza · Cremastra · Dactylostalix · (Didiciea) · Ephippianthus · Govenia · Oreorchis · Tipularia · Yoania · Wullschlaegelia